# Franciszek Wład
Franciszek Seweryn Wład (ur. 17 października 1888 w Otyni, zm. 18 września 1939 w gajówce Januszew) – generał brygady Wojska Polskiego.

## Życiorys
W 1907 ukończył Korpus Kadetów w Koszycach i rozpoczął służbę w cesarskiej i królewskiej armii. Podczas I wojny światowej jako dowódca kompanii, brał m.in. udział w walkach z armią rosyjską w Galicji, gdzie w 1914 dostał się do niewoli. Wywieziony na Syberię, zbiegł z niewoli i przez Chiny, Japonię i USA dostał się do Anglii. W 1916, w wyniku wymiany jeńców wojennych, wrócił do c. i k. armii i walczył na froncie włoskim.
29 listopada 1918, razem z Tadeuszem Kutrzebą, został przyjęty do Wojska Polskiego z zatwierdzeniem posiadanego stopnia kapitana i przydzielony do Sztabu Generalnego. W czasie wojny z bolszewikami na stanowiskach sztabowych. W latach 1919–1921, razem z Tadeuszem Kasprzyckim i Janem Sadowskim, studiował we francuskiej École supérieure de guerre w Paryżu. 1 września 1921, po ukończeniu studiów, otrzymał dyplom francuskiego Sztabu Generalnego „Brevet d'état-major”. Po powrocie do kraju został przydzielony do Oddziału III Sztabu Generalnego. W styczniu 1923 minister spraw wojskowych, na wniosek szefa Sztabu Generalnego, przyznał mu pełne kwalifikacje do pełnienia służby na stanowiskach Sztabu Generalnego.
15 października 1926 objął dowództwo 1 pułku strzelców podhalańskich w Nowym Sączu. 18 marca 1927 został mianowany dowódcą piechoty dywizyjnej 25 Dywizji Piechoty w Kaliszu, a 28 października 1930 dowódcą 14 Wielkopolskiej Dywizji Piechoty w Poznaniu. 21 grudnia 1932 Prezydent RP Ignacy Mościcki awansował go na generała brygady.
W wojnie obronnej 1939 dowodził 14 DP w składzie Armii „Poznań”. W czasie bitwy nad Bzurą, w nocy z 15 na 16 września rozformował dywizję i wydał rozkaz o przebijaniu się oddziałów do Warszawy wraz ze zgrupowaniem gen. Tadeusza Kutrzeby.
Wład wraz ze swym sztabem i resztkami 58 pułku piechoty postanowił przebijać się przez Bzurę. 17 września jego oddział został zaatakowany ciężkim ogniem artylerii niemieckiej w lasach niedaleko Iłowa nad Bzurą. Generał został ciężko ranny w głowę. Zmarł w gajówce Januszew k. Kamionu. Przed śmiercią zdążył podyktować list do żony: Myślę o Tobie, Polsce się poświęcam. Chowaj naszego syna, na dzielnego Polaka. Spowiadałem się. Frank. Oryginał listu prezentowany jest w Muzeum Ziemi Sochaczewskiej i Pola Bitwy nad Bzurą w Sochaczewie.
Został pochowany na dziedzińcu kościelnym w Iłowie. Po wojnie jego prochy ekshumowano i pochowano na Cmentarzu Wojskowym na Powązkach w Warszawie (kwatera A21-półkole-1/2).
Był żonaty z Laurą z Włodzimirskich, miał syna Zdzisława Marcina.

## Awanse
- podporucznik – 1910
- porucznik – 1914
- kapitan – 1917

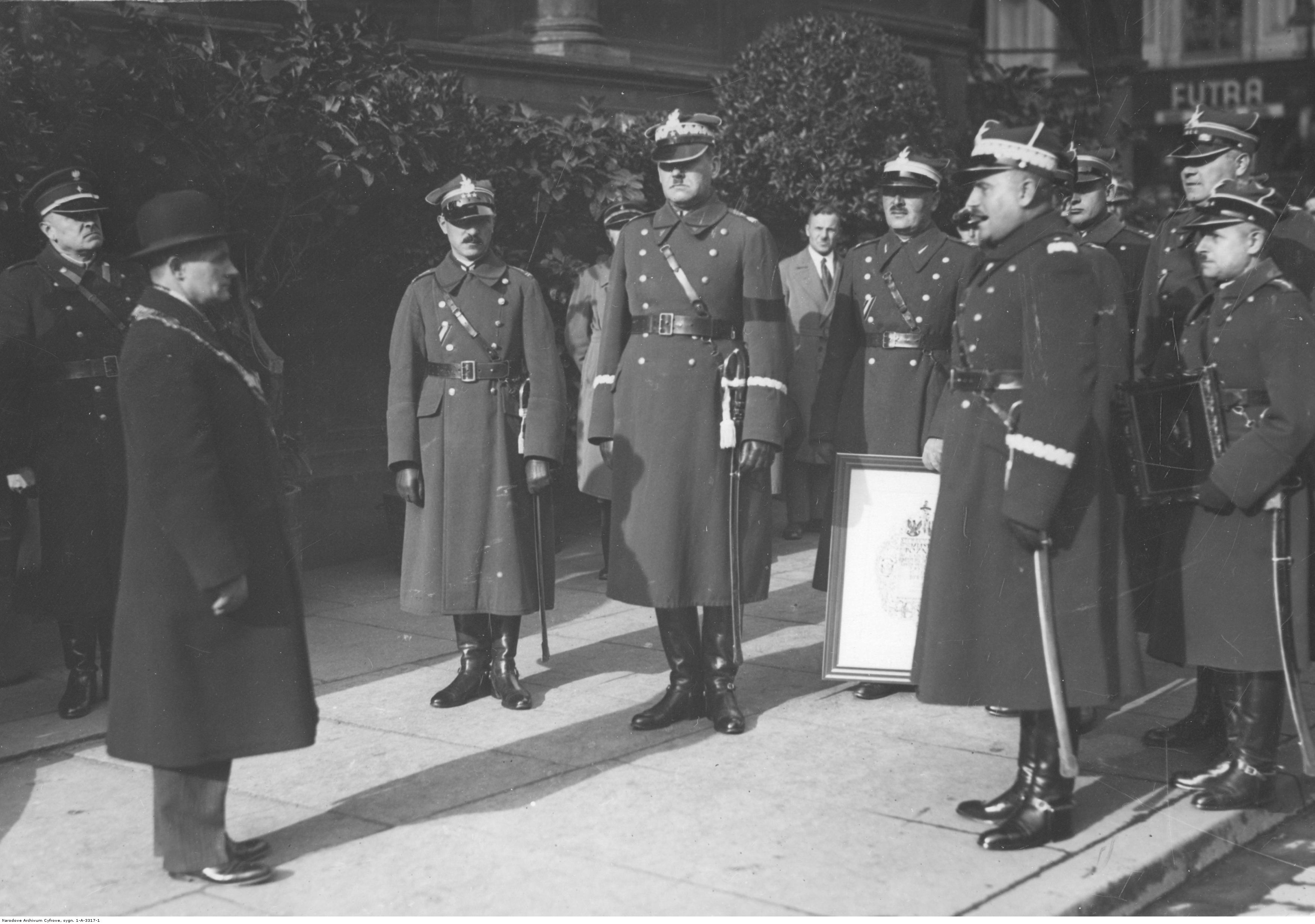
Wręczenie Poznaniowi odznaki honorowej 14 DP z okazji 15 lecia tej dywizji; przemawia gen. Franciszek Wlad

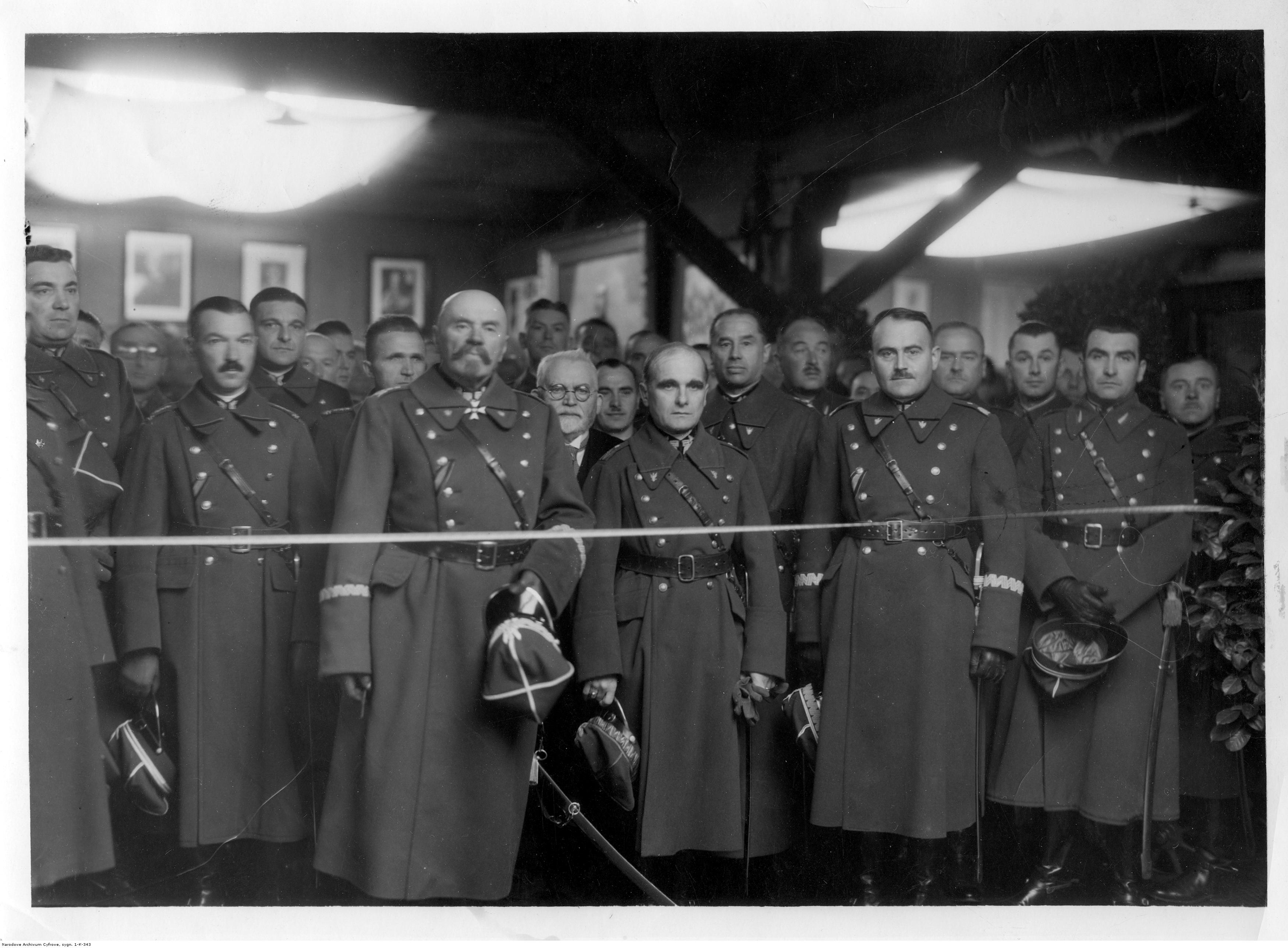
Wielkopolskie Muzeum Wojskowe w Poznaniu - otwarcie działu 55 pp; gen. Franciszek Wład 2. z prawej w 1. rzędzie

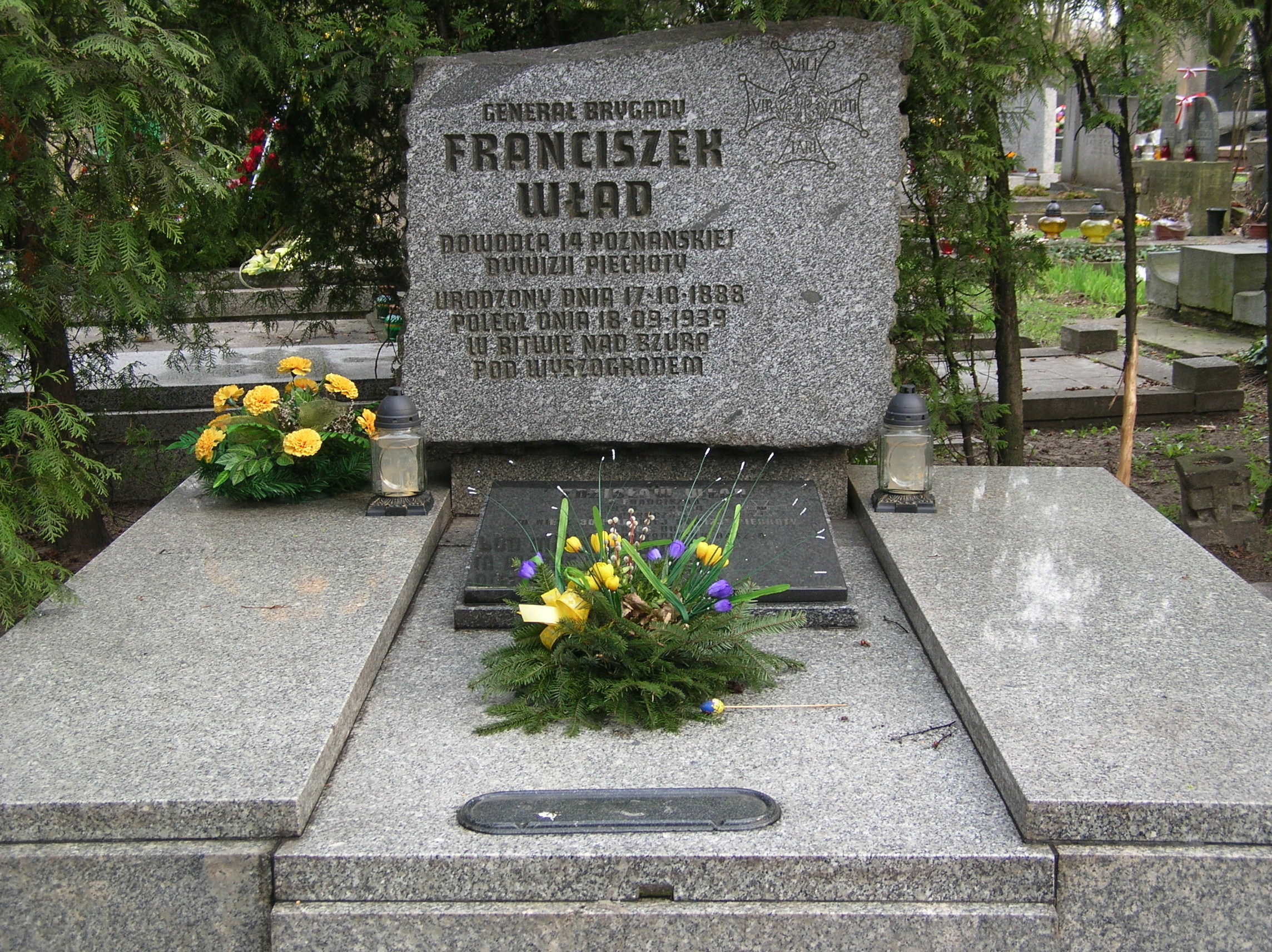
Grób gen. Franciszka Włada na Cmentarzu Wojskowym na Powązkach w Warszawie

- major – 19 lutego 1921 roku zatwierdzony z dniem 1 kwietnia 1920 roku, w piechocie, w grupie oficerów byłej armii austro-węgierskiej[7]
- podpułkownik – 3 maja 1922 roku zweryfikowany ze starszeństwem z dniem 1 czerwca 1919 roku i 163. lokatą w korpusie oficerów piechoty[8]
- pułkownik – 1 grudnia 1924 roku ze starszeństwem z dniem 15 sierpnia 1924 roku i 29. lokatą w korpusie oficerów piechoty[9]
- generał brygady – 21 grudnia 1932 roku ze starszeństwem z dniem 1 stycznia 1933 roku i 1. lokatą w korpusie generałów

## Ordery i odznaczenia
- Krzyż Złoty Orderu Wojennego Virtuti Militari nr 140[10]
- Krzyż Srebrny Orderu Wojskowego Virtuti Militari nr 5255 (1922)[11]
- Krzyż Komandorski Orderu Odrodzenia Polski
- Krzyż Oficerski Orderu Odrodzenia Polski (30 kwietnia 1925)[12]
- Krzyż Walecznych (czterokrotnie[13], po raz 1 i 2 w 1922[14])
- Złoty Krzyż Zasługi (18 marca 1932)[15]
- Medal Pamiątkowy za Wojnę 1918–1921
- Medal Dziesięciolecia Odzyskanej Niepodległości
- Państwowa Odznaka Sportowa[16]
- Krzyż Komandorski Orderu Legii Honorowej (Francja, 1936)[17]
- Krzyż Komandorski Orderu Korony Rumunii (Rumunia, 1924)[18]
- Krzyż Komandorski Orderu Miecza (Szwecja, 1925)[19][20]
- Krzyż Oficerski Orderu Palm Akademickich (Francja, 1924)[18]
- Krzyż Kawalerski Orderu Legii Honorowej (Francja, 1923)[13]
- Medal 10 Rocznicy Wojny Niepodległościowej (Łotwa, 1929)[21]

## Upamiętnienie
Jego imieniem nazwana jest od lat 70., ulica w Iłowie, którą wieziono poległego generała na miejsce pochówku przy miejscowym kościele. Jego imieniem nazwana jest także ulica na poznańskim Piątkowie.
Jego nazwisko zostało wymienione na tablicy pamiątkowej, umieszczonej w kościele św. Kazimierza w Nowym Sączu w 1988, honorującej dowódców 1 Pułku Strzelców Podhalańskich.
Od roku 2004 imię gen. bryg. Franciszka Włada nosi Szkoła Podstawowa w Kamionie, gdzie znajduje się również obelisk upamiętniający jego postać.
Od dnia 26 lipca 2008 imię generała brygady Franciszka Seweryna Włada nosi Wielkopolska Szkoła Podoficerska Wojsk Lądowych w Poznaniu.